# Zaï
Zaï oder Tassa bezeichnet ein im westlichen Sahel (Burkina Faso, Niger, Mali) verbreitetes System zur Wiederinstandsetzung degradierter Trockengebiete und Erhöhung der Bodenfruchtbarkeit.

## Anwendung
Mit dem Grabstock werden kleine Löcher ausgehoben und mit organischem Material gefüllt. Termiten tragen es in den Boden ein und lockern diesen auf, so dass auch Wasser leichter eindringen kann. Mit dem Einsetzen der Regenzeit können Feldfrüchte oder Gehölze zur Wiederbegrünung eingesetzt werden.
Im Rahmen von Entwicklungsprojekten wird das Zaï-System propagiert, um die Ausbreitung der Wüste, die Desertifikation, aufzuhalten.
2010 erschien der Film „The Man Who Stopped the Desert“ (Der Mann, der die Wüste aufhielt), in dem der Bauer Yacouba Sawadogo aus Burkina Faso porträtiert wird. Dieser hatte seit den 1980ern vor allem mit der Zaï-Methode, die er durch eigene Experimente weiterentwickelte, einen ganzen Landstrich wieder begrünt. Seine Methoden wurden vom dortigen Landwirtschaftsministerium, aber auch ausländischen Agrarexperten, aufgegriffen, um sie in der ganzen Region anzuwenden. Er erhielt 2018 den Right Livelihood Award.
Als Alternative zur Zaï-Technik wird die Anlage von Pflanzdämmen empfohlen, insbesondere bei sehr leichten Böden.

## Film
- The Man Who Stopped the Desert, GB 2010, Regie: Mark Dodd / 1080 Films (Website)